# Barbian
Barbian (wł. Barbiano)  – miejscowość i gmina we Włoszech, w regionie Trydent-Górna Adyga, w prowincji Bolzano.
Liczba mieszkańców gminy wynosiła 1580 (dane z roku 2009). Język niemiecki jest językiem ojczystym dla 97,47%, włoski dla 2,02%, a ladyński dla 0,51% mieszkańców (2001).